# Иоланда де Куртене
Иоланда де Куртене (венг. Courtenay Jolán, фр. Yolande de Courtenay; 1197 — 1233, Эстергом) — консорт-королева Венгрии, вторая жена короля Андраша II. Иоланда была дочерью графа Пьера II де Куртенэ и его второй жены, Иоланды де Эно, сестры Балдуина I Фландрского и Генриха I Фландрийского, императоров Латинской империи.
Её брак с королём Андрашем II состоялся в феврале 1215 года в Секешфехерваре. Венчал супругов архиепископ Иоанн Эстергом. Тем не менее, епископ Роберт Веспрем направил жалобу папе Иннокентию III, потому что венчание королей в Венгрии традиционно было привилегией его архиепархии. Папа послал легата в Венгрию для того, чтобы расследовать жалобу и подтвердил привилегии Архиепархии Веспрема. После смерти своего дяди 11 июля 1216 года, её муж планирует добиться императорской короны, но бароны Латинской империи провозгласили императором её отца. Иоланда поддерживала хорошие отношения с детьми мужа от первого брака.
Умерла раньше мужа. Она была похоронена в цистерцианском аббатстве Игриш.

## Семья и дети
Брак в феврале 1215 года с королём Венгрии Андрашем II.
- Иоланда Венгерская, супруга короля Арагона Хайме I Завоевателя.